# 広野自動車教習所

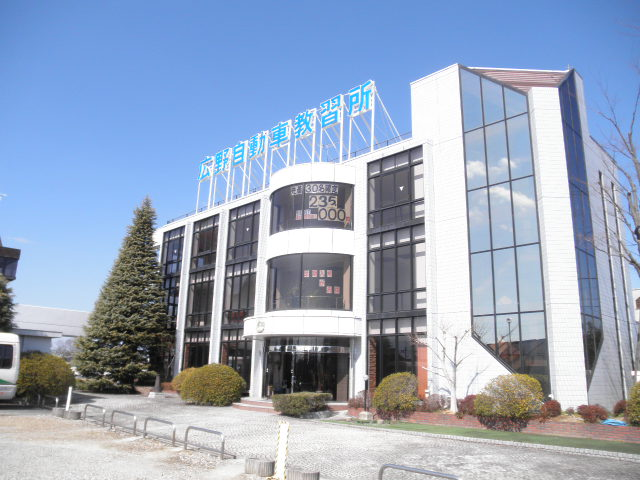
施設外観

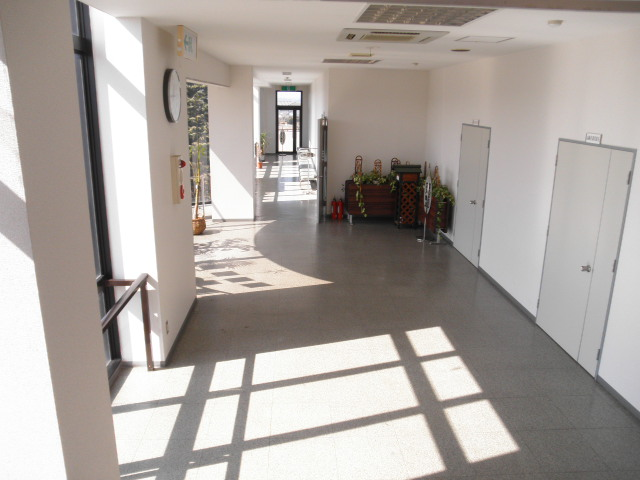
施設の内部（2F廊下）

有限会社広野自動車教習所（ひろのじどうしゃきょうしゅうじょ）は兵庫県三木市別所町小林にある民間の自動車教習所を運営する企業である。

## 概要

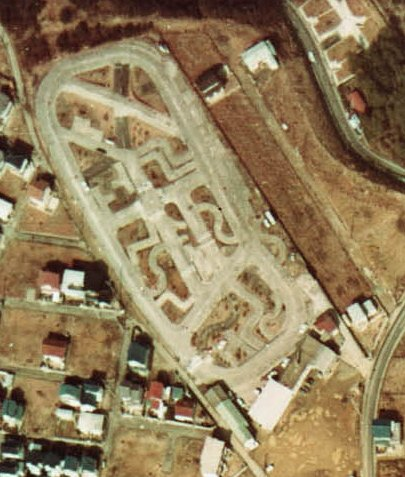
1974年当時の全景写真

- 志染町広野と別所町小林との間にある芋畑を開拓して、1962年5月に設立された。設立当初は不便な土地で周辺が田地や山林であり、キジ・兎が敷地内に出没していたが、現在は周辺の住宅地開発と道路整備により、住宅街の真ん中に立地している。また、神戸電鉄粟生線志染駅から徒歩2分の至近距離であり、電車通学している教習生に乗車券の割引券を発行したことがある。[1][2]

## 沿革
- 1962年（昭和37年）5月 - 兵庫県公安委員会指定の自動車教習所として、民間の自動車教習所として設立する。[1]

## 教習時間・休業日
教習時間
- 繁茂期は朝8時20分から21時20分であるが、閑散期は朝9時から20時20分である。但し、日曜日の閑散期は17時50分である。

休業日
- 繁茂期は無休であるが、閑散期は毎週木曜日である。

## 設備
- 託児所（現在は休業している）

## 取得免許の種類
- 普通自動車免許[3]
- 大型自動二輪[3]
- 普通自動二輪[3]

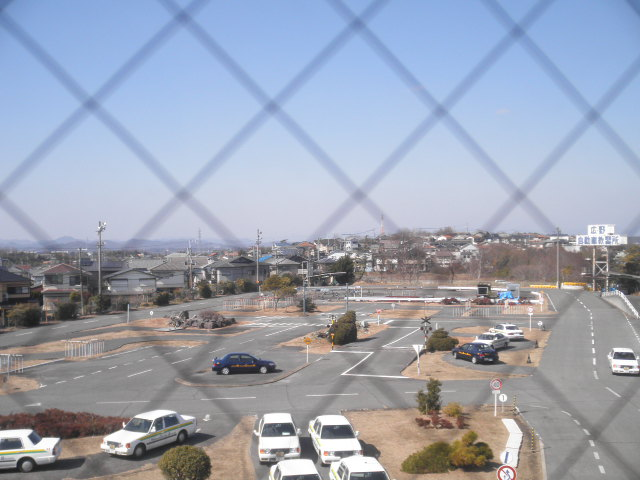
四輪車教習所練習場
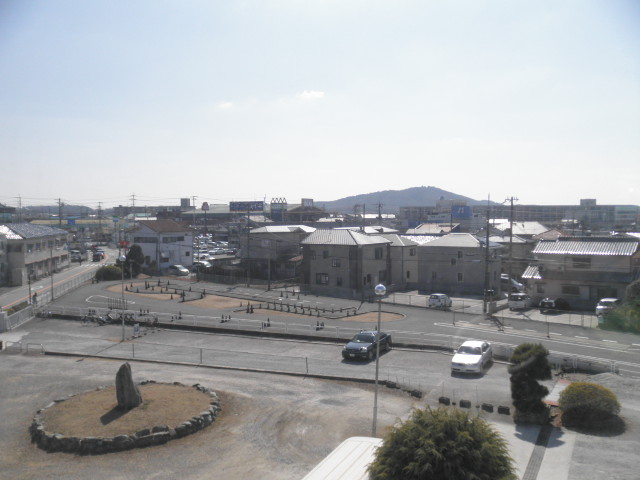
二輪車教習所練習場